# Временное правительство Республики Южный Вьетнам
Временное революционное правительство Республики Южный Вьетнам (вьет. Chính phủ Cách mạng lâm thời Cộng hoà miền Nam Việt Nam) было создано в 1969 году силами, оппозиционными правящему режиму.

## История
В 1960 году был создан Национальный фронт освобождения Южного Вьетнама. На протяжении последующих 9 лет организация воевала на территории Республики Вьетнам против сайгонского режима как оппозиционная. 8 июля 1969 года Конгрессом народных представителей было сформировано Временное революционное правительство Республики Южный Вьетнам. Большую часть времени правительство находилось за пределами Южного Вьетнама и позиционировало себя как правительство в изгнании.
Было признано большинством социалистических стран.
30 апреля 1975 года войска Временного правительства вошли в Сайгон. 2 июля 1976 года произошло слияние Севера и Юга Вьетнама в Социалистическую республику Вьетнам.